# XXI Mostra de Cinema Llatinoamericà de Catalunya
La XXI Mostra de Cinema Llatinoamericà de Catalunya va tenir lloc a Lleida entre el 10 i el 17 d'abril de 2015. Fou organitzada pel Centre Llatinoamericà de Lleida amb el suport del Patronat de Turisme de la Paeria de Lleida i la col·laboració de la Fundació "la Caixa", la Universitat de Lleida, l'Instituto de Cooperación Iberoamericana, el Ministeri d'Assumptes Socials d'Espanya, la Casa de América i la Casa Amèrica Catalunya.
D'un total de 63 produccions foren seleccionats a la secció oficial 10 llargmetratges, 8 documentals i 10 curtmetratges i el dissenyador del cartell de l'edició fou el pintor urgellenc Perico Pastor i Bodmer. També es va fer l'exposició Mac, Cartellista de Macari Gómez Quibus. A la inauguració feta a La Llotja de Lleida es va atorgar el premi Jordi Dauder als actors Vicky Peña i Àlex Brendemühl, els premis d'honor a Antonio de la Torre Martín i Carlos Sorín i el premi Ángel Fernández-Santos a la revista Variety, i es va projectar fora de concurs la pel·lícula Libertador d'Alberto Arvelo. El pressupost era de 150.000 euros.
La cloenda es va fer a La Seu Vella de Lleida on es va fer un concert de música tango de la cantant argentina Sandra Rehder acompanyada de Gustavo Battaglia, Claudio Constantini i Horacio Fumero.

## Pel·lícules exhibides

### Llargmetratges de la selecció oficial
- Cantinflas de Sebastián del Amo
- El crítico d'Hernán Guerschuny /
- La tercera orilla de Celina Murga
- Güeros d'Alonso Ruizpalacios
- La utilidad de un revistero d'Adriano Salgado
- Conducta d'Ernesto Daranas
- Mateo de María Gamboa
- Showroom de Fernando Molnar
- Zanahoria d'Enrique Buchichio /
- El hijo buscado de Daniel Gaglianó

### Documentals de la secció oficial
- Al fin del mundo de Franca G. González
- El triángulo rosa y la cura nazi para la homosexualidad de Nacho Steinberg i Esteban Jasper
- JMQ, en busca de un sueñod'Antoni Verdaguer i Serra
- De cometas y fronteras de Yolanda Pividal /
- O Estopim de Rodrigo Mac Niven
- Beyond the Walls de Gayle Embrey
- Marmato de Mark Grieco /
- Bering, equilibrio y resistencia de Lourdes Grobet

### Curtmetratges de la secció oficial
- 2037 d'Enric Pardo
- Café para leer de Patrícia Font
- El corredor de José Montesinos
- Flash d'Alberto Ruiz
- Completo d'Ivan D. Ganoa
- Contraperlo de Gareth Dunnet-Alcocer /
- El trompetista de Raúl Robin
- Dile que quiero verlo de Carlos Morelli
- La Donna de Nicolás Dolensky
- Os meninos do Río de Javier Macipe /

## Jurat
El jurat de la secció oficial estarà format per Judit Colell (presidenta), Javier Martín Domínguez, Julia Vargas-Weise, Sergio Álvarez i Diego Vega Vidal.

## Premis
Els premis atorgats en aquesta edició foren:
| Categoria                                           | Premiat                                 | Treball                  |
| --------------------------------------------------- | --------------------------------------- | ------------------------ |
| Millor llargmetratge                                | Güeros                                  | Alonso Ruizpalacios      |
| Premi del Públic                                    | Conducta                                | Ernesto Daranas          |
| Premi del Públic                                    | Cantinflas                              | Sebastián del Amo        |
| Premi del Públic                                    | Mateo                                   | María Gamboa             |
| Millor director (Premi Obra Social "la Caixa")      | Sebastián del Amo                       | Cantinflas               |
| Millor opera prima                                  | Mateo                                   | María Gamboa             |
| Millor actor                                        | Óscar Jaenada                           | Cantinflas               |
| Millor actriu                                       | Alina Rodríguez                         | Conducta                 |
| Millor guió (Premi Casa Amèrica Catalunya)          | Zanahoria                               | Enrique Buchichio        |
| Millor documental                                   | Marmato                                 | Mark Grieco              |
| Premi Radio Exterior de España al millor documental | El hijo buscado                         | Daniel Gaglianó          |
| Premi del Públic Documental                         | Marmato                                 | Mark Grieco              |
| Premi del Públic Documental                         | De cometas y fronteras                  | Yolanda Pividal          |
| Premi del Públic Documental                         | JMQ, en busca de un sueño               | Antoni Verdaguer i Serra |
| Menció al documental                                | De cometas y fronteras                  | Yolanda Pividal          |
| Millor curtmetratge                                 | Os meninos do Río                       | Javier Macipe            |
| Menció al curtmetratge                              | El corredor                             | José Luis Montesinos     |
| Premi Ángel Fernández-Santos                        | Variety                                 |                          |
| Premi d'Honor                                       | Antonio de la Torre Martín Carlos Sorín |                          |
| Premi Jordi Dauder                                  | Vicky Peña Àlex Brendemühl              |                          |